# Districte de Briey
El Districte de Briey és un dels quatre districtes amb què es divideix el departament francès de Meurthe i Mosel·la. Té 10 cantons i 130 municipis. El cap de districte és la sotsprefectura de Briey. Aquest districte formava part del departament de la Mosel·la i no fou incorporat a l'imperi Alemany el 1871. Llavors fou incorporat al departament del Meurthe, que es va convertir en l'actual Meurthe i Mosel·la.

## Cantons
cantó d'Audun-le-Roman - cantó de Briey - cantó de Chambley-Bussières - cantó de Conflans-en-Jarnisy - cantó d'Herserange - cantó d'Homécourt - cantó de Longuyon - cantó de Longwy - cantó de Mont-Saint-Martin - cantó de Villerupt